# S/S Bauta
«S/S Bauta» — картина австрийского художника Фриденсрайха Хундертвассера. Картина написана в сентябре 1956 года в порту Штугзунд близ Сёдерхамна, и занесена Хундертвассером в каталог собственных работ под № 274. Картина находится в частном собрании в Вене.

## История создания
В 1956 году Хундертвассер провёл некоторое время в Швеции. Первоначально он работал мойщиком в ресторане на Кунгсгатан. Летом Хундертвассер и его друг Ганс Нойффер работали грузчиками на судне S/S Bauta, ходившем между Сёдерхамном и Гуллем. Судно было эстонским, ходило под либерийским флагом. Экипаж S/S Bauta, состоявший из эстонцев, латышей, литовцев, поляков, отказался возвращаться в свои родные страны, однако ни одно государство не приняло их. К тому моменту, когда на корабль нанялись Хундертвассер и Нойффер, моряки уже более десяти лет не сходили на берег. Обстановка на борту была тяжёлой: члены экипажа, потерявшие надежду обрести дом, спивались, завязывали драки, некоторые из них стали убийцами. Согласно воспоминаниям Хундертвассера, члены экипажа, напившись, гонялись за ним по кораблю с обрезками арматуры, и он был вынужден прятаться, спасая свою жизнь. На борту корабля он написал акварели №№ 274, 275, 276 и 277 (нумерация по каталогу, составленному самим художником). Кроме того, совместно с Нойффером Хундертвассер писал роман Blau Blum.

## Описание
В небе над кораблём сияет светило — это либо солнце, либо луна. На корме развевается флаг, сам корабль залит светом. Его корпус окрашен в белый цвет, металлические части — красные, вентиляционные трубы выбрасывают вспышки голубого огня. Иллюминаторы испускают гостеприимный свет, создавая впечатление уюта, огни венчают мачты корабля. Как подчёркивает исследователь творчества Хундертвассера Гарри Ранд, мирная картина совершенно не отражает реальной действительности на борту S/S Bauta.